# إدوارد ماينارد
إدوارد ماينارد (بالإنجليزية: Edward Maynard)‏ هو طبيب أسنان أمريكي، ولد في 26 أبريل 1813 في ماديسون في الولايات المتحدة، وتوفي في 4 مايو 1891.